# Amphioplus hexabrachiatus
Amphioplus hexabrachiatus är en ormstjärneart som beskrevs av Sabine Stöhr 2003.
Amphioplus hexabrachiatus ingår i släktet Amphioplus och familjen trådormstjärnor. Artens utbredningsområde är Island. Inga underarter finns listade i Catalogue of Life.